# Mika Halvari
Mika Halvari (né le 13 février 1970 à Kemi) est un ancien athlète finlandais spécialiste du lancer du poids.

## Palmarès

### Championnats du monde d'athlétisme
- Championnats du monde d'athlétisme 1995 à Göteborg,  Suède
  -  Médaille d'argent du lancer du poids

### Championnats du monde d'athlétisme en salle
- Championnats du monde d'athlétisme en salle 1995 à Barcelone,  Espagne
  -  Médaille d'or du lancer du poids

### Championnats d'Europe d'athlétisme en salle
- Championnats d'Europe d'athlétisme en salle 1998 à Valence,  Espagne
  -  Médaille d'argent du lancer du poids